# Палмитинова киселина
Палмитиновата киселина (хексадеканова киселина) е една от най-често срещаните наситени мастни киселини при животните и растенията.
Тя е бяло вещество, което се топи при температура 63,1 °C, а химичната му формула е C15H31COOH. Среща се в палмовото масло, маслото, сиренето, млякото и месото.
Не се разтваря във вода, слабо разтворима в алкохол и естер.
Може да се получи при хидролиза на естествени мазнини с прегрята водна пара, тъй като тя е първата мастна киселина, която се отделя при дестилация.
Палмитиновата киселина е и първата мастна киселина, получена при липогенезиса, и от нея могат да се получат по-дълги мастни киселини.
Твърда смес от палмитинова и стеаринова киселина (стеарин) се използва за направа на свещи. Натриевата и калиевата сол на палмитиновата и стеариновата киселина са сапуни.